# لغمن
لغمن (بالأوزبكية:Lagʻmon بالأويغورية: لەغمەن بالكازاخية: Лағман )
هي من أقدم أنواع النودلز أو الشعيرية في العالم وأكثرها بدائية في طريقة تحضيرها حيث تقوم النساء بعجن العجين الخاص باللغمن وفرده حتى يصبح كالخيوط وكل ذلك يتم بعملية يدوية من النساء، وأكلة اللغمن أصلها من تركستان الشرقية، حيث وجدت أقدم الأحافير للغمن في شمال غربي الصين، و هي المنطقة الواقعة شمال إقليم تركستان الشرقية. و يقدم هذا الطبق بعد غلي اللغمن في الماء ومن ثم يضاف إليه الإدام أو مرقة مطبوخة مع الفاصوليا والبطاطس و قطع الملفوف الصغيرة والقليل من الكرفس.

## معلومات غذائية عن اللغمن
- سعرات حرارية = 444
- دهن = 12
- صوديوم = 70
- الكربوهيدرات = 60
- كولسترول = 86
- سكريات = 7
- بروتين = 24 [2]